# Port de jocs
El port de jocs (en anglès game port) és la connexió tradicional per als dispositius de control de videojocs a les arquitectures x86 dels PC. El port de jocs s'integra, de manera freqüent, en una «Entrada/Sortida» de l'ordinador o de la targeta de so (sigui ISA o PCI), o com un port integrat més d'algunes plaques mare.
El port de jocs va ser llançat originalment per IBM el 1981 com una targeta d'expansió independent per al primer PC d'IBM.